# 登代春枝
登代 春枝（とよ はるえ）とは元宝塚歌劇団雪組組長の女優。中華民国上海市出身。宝塚歌劇団時代の愛称は「はーさん」。

## 来歴
1940年に宝塚音楽舞踊学校（後の宝塚音楽学校）に入学し、1942年に30期生として、宝塚歌劇団に入団。初舞台は『ふるさとの唄』。宝塚入団時の成績は16人中2位。
1952年から1953年まで雪組組長を務める。
1959年12月29日付で宝塚歌劇団を退団。最終出演公演の演目は月組公演『邪宗門／五番街のお嬢さん』である。

## 宝塚歌劇団時代の主な舞台出演
- 『ダル・レークの恋』チャンドラ 役（1959年7月1日 - 7月30日：宝塚大劇場、1959年10月31日 - 11月27日：東京宝塚劇場）

## 映画出演
- 『鉄腕涙あり』照子 役（1953年、東宝）
- 『蝶々夫人』芸者 役（1955年）

## ドラマ出演
- 『花簪抄』（1959年6月17日、KTV）
- 『ジャックと豆の木』（1959年7月31日、KTV）